# Герлих, Герман
Герман Ге́рлих (нем. Hermann Gerlich , ? — 1934) — немецкий инженер-конструктор стрелкового оружия, создатель пули Герлиха и разработчик образцов оружия с коническим стволом.
В 1920-х работал инженером-конструктором на оружейном заводе «Halger-Waffen» в Киле и специализировался на разработке образцов охотничьего огнестрельного оружия.
Решая проблему увеличения кучности стрельбы, Герлих заинтересовался вопросами применения сужающегося к дульной части оружейного ствола и пули особой формы, предложенной ещё до Первой мировой войны немецким инженером Карлом Пуффом (см. пуля Пуффа).

Взяв в качестве прототипа форму пули Пуффа, Герлих не только существенно доработал сам снаряд, предусмотрев не один, а два ведущих пояска, но и внёс на основании произведённых расчётов принципиальные изменения в конструкцию ствола: увеличил конусность, предусмотрел регрессивную глубину и прогрессивную крутизну нарезов, а также прогрессивную ширину полей, что позволило добиться максимально возможного для ручного огнестрельного оружия использования энергии пороховых газов для увеличения скорости пули.
В 1929 году Герлих запатентовал свои разработки в Германии, а в 1930 году опубликовал практические результаты: пуля калибра 7 мм, выпущенная из винтовки его собственной конструкции, достигла скорости в 1400 м/с. Специалистам, подвергшим сомнению достоверность этой информации, инженер заявил, что использованный им принцип позволяет увеличить скорость свыше 1650 м/с.

Во время стрельб, проведённых в присутствии официальной комиссии на испытательной станции в Ванзее, пуля Герлиха, имевшая диаметр 7 мм и массу 6,5 г, достигла небывалой скорости в 1700 м/с и проявила боевые возможности, недоступные обычному стрелковому оружию: так как при стрельбе с расстояния в 50 м она проламывала лист стальной брони толщиной 12 мм, на котором пули стоявшей на вооружении рейхсвера 7,62-мм винтовки Mauser 98 оставляли только вмятины.
Считая принципиально возможным увеличение скорости пули до 2000 м/с, Герлих начал сотрудничать с американскими специалистами и выехал из Германии ещё до прихода к власти нацистов.

В 1932—1933 годах на Эбердинском полигоне в США прошли испытания винтовка системы Герлиха-Грея, в ходе которых дульная энергия выстрела составила 9840 Дж, а начальная скорость пуль массой 6,35 г достигала 1740—1760 м/с. Этот рекорд для пуль малого калибра и малой массы не превзойдён до настоящего времени.
Разработками инженера интересовались в СССР: в 1932 году проводили испытания карабина Герлиха с затвором Маузера образца 1898 года под маркой Halger 280 H.V. «Magnum». Однако, из-за сложности высокотехнологичного производства конических стволов, имевших при этом значительно меньший, чем у обычных винтовок, срок службы, а также некоторых недостатков в эксплуатации, образец не был признан пригодным для массового производства, и идеи Герлиха не нашли практического применения в Красной Армии.
Инженер Герман Герлих умер в 1934 году в вагоне поезда, возвращаясь из поездки по Европе. Поскольку видимых причин его скоропостижной смерти не имелось, существует предположение, что автор перспективных разработок был устранён спецслужбами нацистской Германии, не желавшими его возвращения в США в преддверии мировой войны.

## Вклад в развитие вооружений

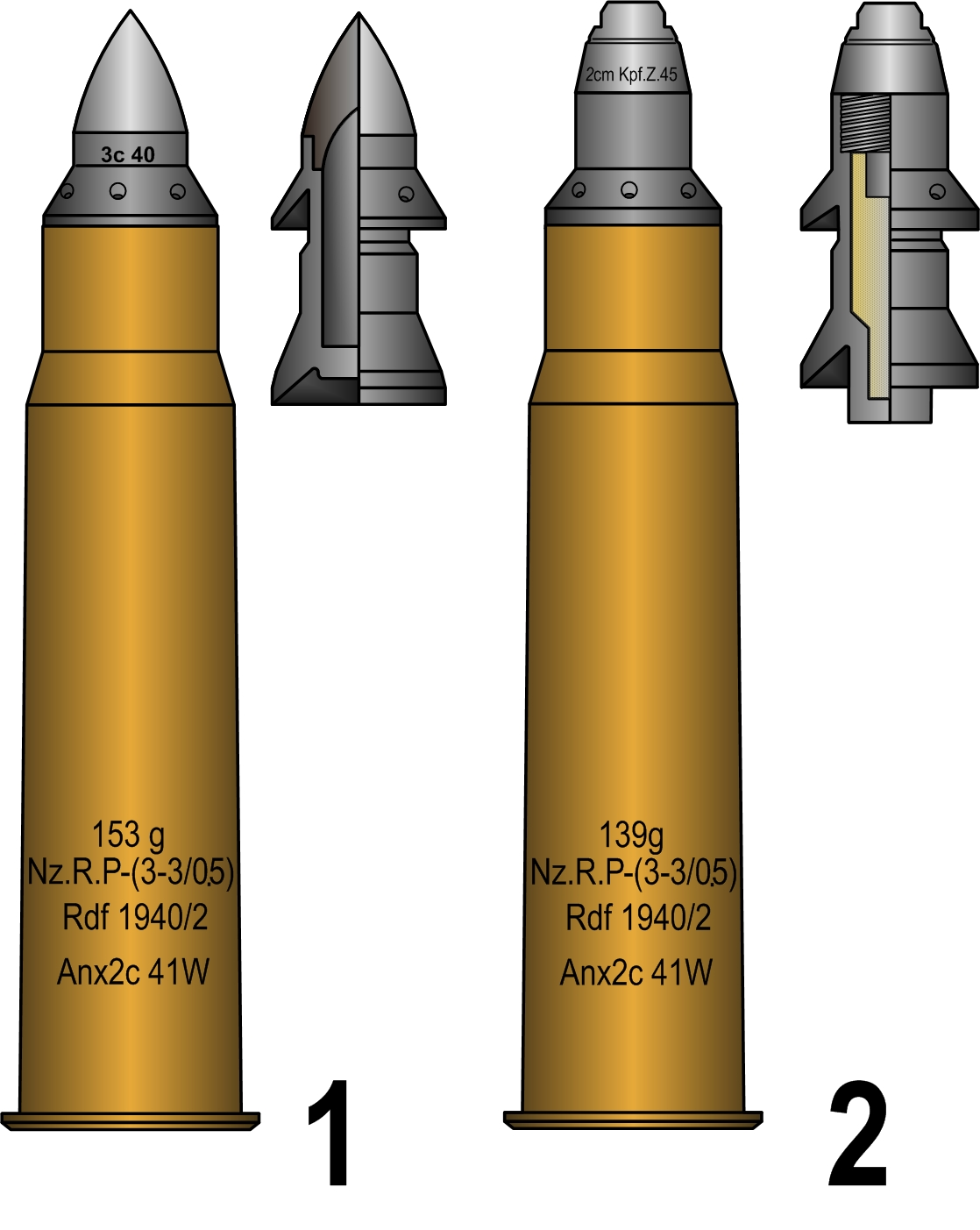
Снаряды sPzB 41

После смерти Герлиха его опыт и оставшаяся техническая документация были использованы немецкими инженерами в артиллерии — при создании противотанковых орудий 2,8 cm schwere Panzerbüchse 41 и 4,2 cm PaK 41, принятых на вооружение и активно применявшихся вермахтом на протяжении всего периода Второй мировой войны.

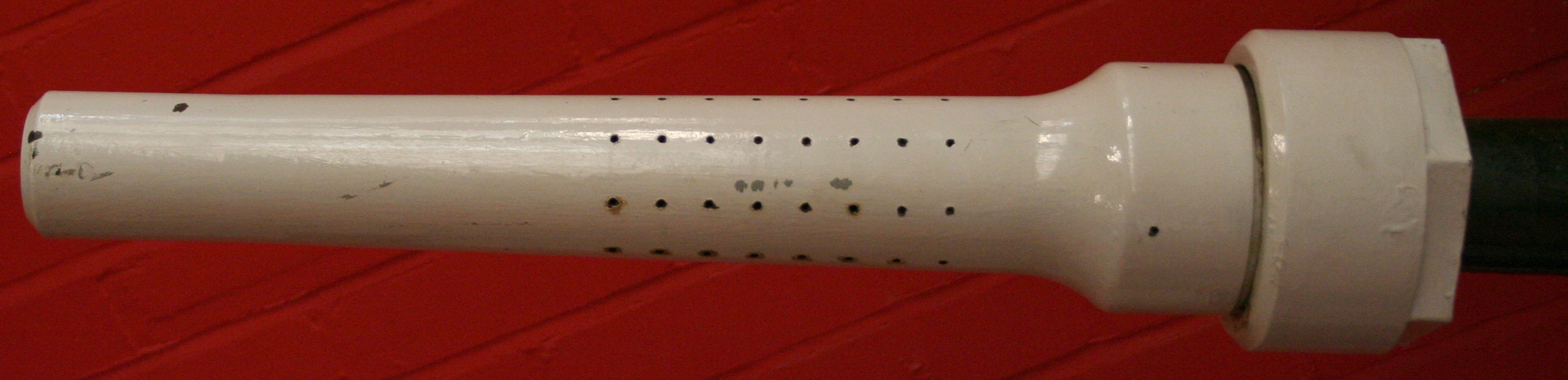
Littlejohn adaptor

В начале 1930-х Герлих некоторое время работал в Великобритании, где инженер был известен, как конструктор винтовки .228 Halger и совладелец осуществлявшей её производство и экспорт гамбургской фирмы «Halbe & Gerlich Rifle company». На основе работ Герлиха было спроектировано устройство «Литтлджон», с 1942 года устанавливавшееся на английские противотанковые пушки Royal Ordnance QF 2-pounder и на несколько выстрелов (до разрушения насадки) превращавшие стволы регулярного диаметра в конические, увеличивая начальную скорость снаряда.